# Suppiluliuma II
Suppiluliuma II (hitita Šuppiluliuma) fue el último rey hitita (1207-1178 a. C.), con el que la historia del imperio llega a su fin.
Hijo de Tudhaliya IV y hermano de Arnuwanda III, ascendió al trono con la temprana muerte de este último. Al comienzo de su reinado se enfrentó a los mismos problemas que sus inmediatos antecesores, con algunas revueltas en Arzawa, en Tarhuntassa, en Alasiya y en Siria. Aparentemente, fue capaz de sofocar todas estas rebeliones. En 1210 a. C., una flota bajo su mando derrotó a otra de los chipriotas, en la primera batalla naval registrada de la historia. De acuerdo con algunos historiadores, (Claude Schaeffer, Horst Nowacki,  Wolfgang Lefèvre), ésta y las siguientes victorias fueron conseguidas, probablemente gracias a barcos de Ugarit.
Sin embargo, pronto se vio bajo la amenaza de los pueblos del mar, que asolaron todo Oriente Próximo. El imperio hitita, probablemente debilitado por las luchas internas y la dependencia excesiva de los refuerzos proporcionados por los vasallos, no fue capaz de resistir la acometida y desapareció de la historia, aunque el virreinato de Karkemish y el reino de Tarhuntassa sobrevivieron durante algún tiempo. Hattusa fue destruida por el fuego, y su sitio sólo fue reocupado más de 500 años después por los frigios. Kuzzi-Tesub, un gobernante de Karkemish, asumió más tarde el título de «Gran Rey», ya que era descendiente directo de Suppiluliuma I.
Algunas fuentes indican que el fin de Suppiluliuma II se desconoce, o que simplemente desapareció, mientras que otros afirman que fue asesinado durante el saqueo de Hattusa, en 1190 a. C.